# Tønder SF
Tønder Sportsforening (TSF) er en sportsforening i Tønder, indenfor fodbold, håndbold og atletik.
Tønder SF er en del af overbygningen FC Sydvest, klubbens eget 1. holdet i fodbold spiller i serie 1. Henning Enoksen var i 1960'erne med til at som spillende træner sikre klubben oprykning til Jyllandssserien og som træner til Danmarksserien.